# Christoffel d'Assonleville
Christoffel d'Assonleville (Atrecht, omstreeks 1528 - Brussel, 10 april 1607) was een Zuid-Nederlands staatsman, diplomaat en jurist. Hij speelde gedurende ruim vijftig jaar een hoofdrol in de politiek van de Spaanse Nederlanden.

## Levensloop

### Afkomst en opleiding
D'Assonleville stamde uit een adellijk riddergeslacht afkomstig uit het gebied Kamerijk en het Kamerijkse. Hij promoveerde tot doctor in de rechten. Als jurist verwierf hij al snel aanzien en hij had een grote interesse voor diplomatieke, financiële en commerciële aangelegenheden. D'Assonleville had verder een grote interesse voor de kunst, de letteren en de wetenschappen.

### Raadgever van Viglius en Perrenot
Door tussenkomst van zijn schoonvader Jan Scheyfve, op dat moment gezant van keizer Karel V in Engeland en van Antoine Perrenot de Granvelle, op dat moment bisschop van Atrecht, belandde d'Assonleville in de politiek. In 1555 werd hij gewoon raadsheer en rekestmeester in de Geheime Raad waarvan zijn schoonvader reeds sinds 1547 deel uitmaakte.
In 1556 schreef d'Assonleville een gemotiveerde nota aan Filips II, die zijn vader als heer der Nederlanden was opgevolgd. In deze nota stelde hij voor om voor de Nederlanden hetzelfde staatsmodel te kiezen als datgene dat in Spanje werd gebruikt.
D'Assonleville werd in 1559 toegevoegd lid van de Raad van State en stond er Viglius bij tijdens diens werkzaamheden.
Ook Antoine Perrenot de Granvelle deed veelvuldig een beroep op de kennis van d'Assonleville. Toen Perrenot in 1564 naar Rome vertrok, bleven de twee met elkaar corresponderen. Beiden kantten zich tegen een te directe inmenging van de Spanjaarden en tegen en te strenge toepassing van de plakkaten tegen het protestantisme. D'Assonleville pleitte voor een vredelievende houding tegen de opstandelingen, een houding die vroeger al werd aangenomen door keizer Karel V en door Maria van Hongarije.

### Onderhandelaar en lid van de Raad van State
D'Assonleville was vanaf 1566 nauw betrokken bij de onderhandelingen met de Engelsen in verband met het afsluiten van handelsovereenkomsten sinds 1563. Deze onderhandelingen vonden plaats in Engeland en in Brugge (29 april 1566). In 1570 maakte d'Assonleville deel uit van de onderhandelingsmissie die verder bestond uit Viglius, Filips van Noircarmes en Gaspar Schetz. Tijdens het bewind van de hertog van Alva onderhandelde d'Assonleville rechtstreeks met Elizabeth I van Engeland.
D'Assonleville was verantwoordelijk voor de bepaling van de dotaties voor de bisdommen die na het verschijnen van de bul Super Universas van paus Paulus IV waren opgericht. Vooral in de bisdommen Leeuwarden en Deventer was hiertegen veel weerstand van de lokale bevolking. In 1566 schreef hij een nota waarin hij aangeeft om naar de stem van het volk te luisteren en het voortbestaan van deze bisdommen niet te allen prijze te willen forceren.
Samen met landvoogdes Margaretha van Parma trachtte d'Assonleville om Willem van Oranje, wiens politiek hij nochtans afkeurde, in het Spaanse kamp te houden. In 1566 had hij er samen met de Raad van State voor gezorgd dat het akkoord dat Willem van Oranje met de protestanten in Antwerpen had gesloten werd vernietigd.
In de jaren 1572 en 1573 vergezelde d'Assonleville de hertog van Alva als raadgever naar het Noorden en werd hij thesaurier van de Orde van het Gulden Vlies. Na het vertrek van Viglius uit de Raad van State nam hij diens werkzaamheden over en in april 1574 werd d'Assonleville officieel benoemd tot volwaardig lid van de Raad die onder leiding stond van Luis de Zúñiga y Requesens die in 1573 de hertog van Alva was opgevolgd als landvoogd. Enkele jaren later werd hij voorzitter van de Raad van State.
In september 1574, na de dood van Charles Tisnacq, werd d'Assonleville schatbewaarder bij de Orde van het Gulden Vlies.

### D'Assonleville keert zich tegen Oranje
Bij de muiterij na het overlijden van landvoogd Requesens werd de volledige Raad van State in 1576 gevangengenomen door Jacques van Glymes die oranjegezind was. Na zijn vrijlating op 23 maart 1577 streefde d'Assonleville terug naar verzoening onder de nieuwe landvoogd Juan van Oostenrijk. Hij nam als raadsheer van de vertegenwoordiger van Filips II van Spanje deel aan het Congres van Keulen in april 1579 waar onderhandeld werd met keizer Matthias, op dat moment landvoogd van de opstandige Nederlanden. De verzoening mislukte en d'Assonleville keerde zich volledig tegen Oranje. D'Assonleville was de rechtstreekse tussenpersoon tussen de nieuwe landvoogd Alexander Farnese en Balthasar Gerards, de moordenaar van Willem van Oranje die hij steunde. Anderzijds bleef hij samen met Antoine Perrenot de Granvelle eveneens de verzoenende politiek van de landvoogd steunen.

### Einde van zijn carrière
In 1582 werd d'Assonleville lid van de Chambre des Récompenses, de Kamer die de aangeslagen goederen van de veroordeelde protestanten beheerde. In de volgende jaren werd hij geregeld geraadpleegd met betrekking tot politieke of commerciële moeilijkheden. In 1594 schreef d'Assonleville een nota waarin hij de muiterij van de slecht betaalde Spaanse troepen veroordeelde. Onder de regeringen van de volgende landvoogden begon zijn invloed op de politiek stilaan af te nemen ten voordele van Jean Richardot.
Omstreeks 1590 werd d'Assonleville eigenaar van het kasteel van Bouchout (in de huidige Belgische gemeente Meise) en liet het rond 1600 volledig opnieuw opbouwen. In 1605 werd de heerlijkheid Bouchout als beloning voor ruim vijftig jaar toewijding verheven tot baronie en kreeg hij de titel van baron. Daarna ging zijn gezondheid snel achteruit en hij stierf twee jaar later. Zijn graf werd bijgezet in de Heilige Sacramentskapel van de Sint-Goedelekerk.